# Mária Kišonová-Hubová

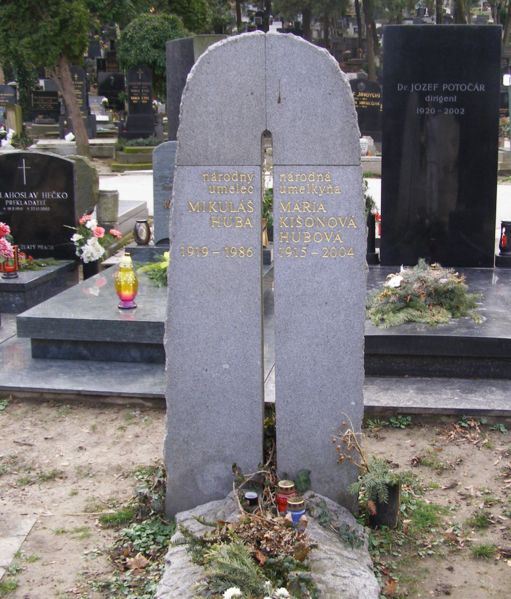
Hrob manželů Hubových na bratislavském hřbitově Slávičie údolie

Mária Kišonová-Hubová (17. března 1915, Láb – 11. srpna 2004, Bratislava) byla slovenská operní pěvkyně (soprán). Manželka herce Mikuláše Huby a matka herce Martina Huby.
Dlouholetá významná sólistka (1938–1978) opery Slovenského národního divadla v Bratislavě. Profesorka na VŠMU v Bratislavě. Vynikla zejména v operních rolích děl Giacoma Pucciniho, W. A. Mozarta, Giuseppe Verdiho, v slovanském repertoáru a v opeře 20. století. Věnovala se též koncertní činnosti.
Několikrát hostovala i v Národním divadle v Praze.

## Ocenění
- 1968 – Národní umělkyně